# François de Beaumont

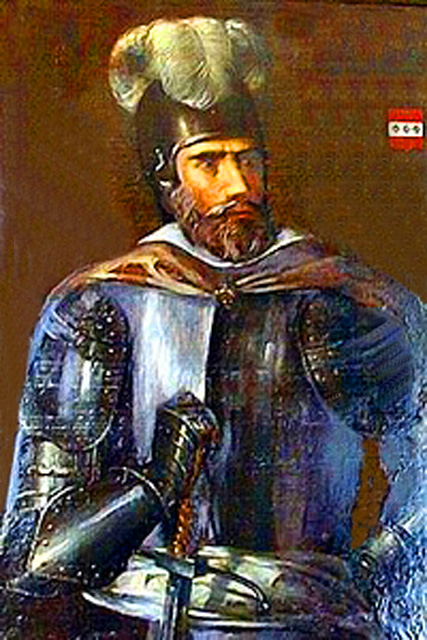
Baron des Adrets François de Baumont.

François de Beaumont, barón de Les Adrets (c. 1512/1513 - 2 de febrero de 1587) fue un líder militar de los hugonotes en los tiempos de las guerras de religión en Francia. De afamada crueldad, apoyó a las tropas protestantes en 1562 pero cambió de bando en 1564 para unirse a los católicos.

## Biografía
Nació en 1512 o 1513 en el castillo de Les Adrets (Isère). Hijo de Georges de Beaumont, barón de Les Adrets y Jeanne Guiffrey. Casó con Claude Gumin con quien tuvo varios hijos que no le sobrevivieron. Uno de ellos fue asesinado en el fracasado asedio real de la villa protestante de  de La Rochelle en 1573. 
Durante el reinado de Enrique II de Francia sirvió con distinción en el ejército real y se convirtió en coronel de las tropas del Delfinado, Provenza y Languedoc. De 1525 a 1559, hizo la guerra en Italia, donde se distinguió por su valentía bajo las órdenes del mariscal Brissac. Fue hecho prisionero en 1558 por los españoles en Moncalvo y tuvo que pagar un rescate para quedar libre. En 1562, sin embargo, se unió a los hugonotes, no por convicción religiosa, sino probablemente por motivos de ambición y aversión personal hacia la casa de Guisa.
Después de la derrota de los ejércitos protestantes en Cahors, Amiens, Sens y la masacre de Wassy hace frente a Guisa (en marzo de 1562), y en abril toma el mando de los protestantes de Provenza. Entra a Valence con 8000 hombres. A partir de ese momento y en operaciones brillantes, derrota al enemigo en Romans-sur-Isère, Grenoble y Vienne, y saquea la catedral Saint-André y Notre-Dame de Grenoble. El 5 de mayo de 1562, entra victorioso en la ciudad de Lyon. [5]

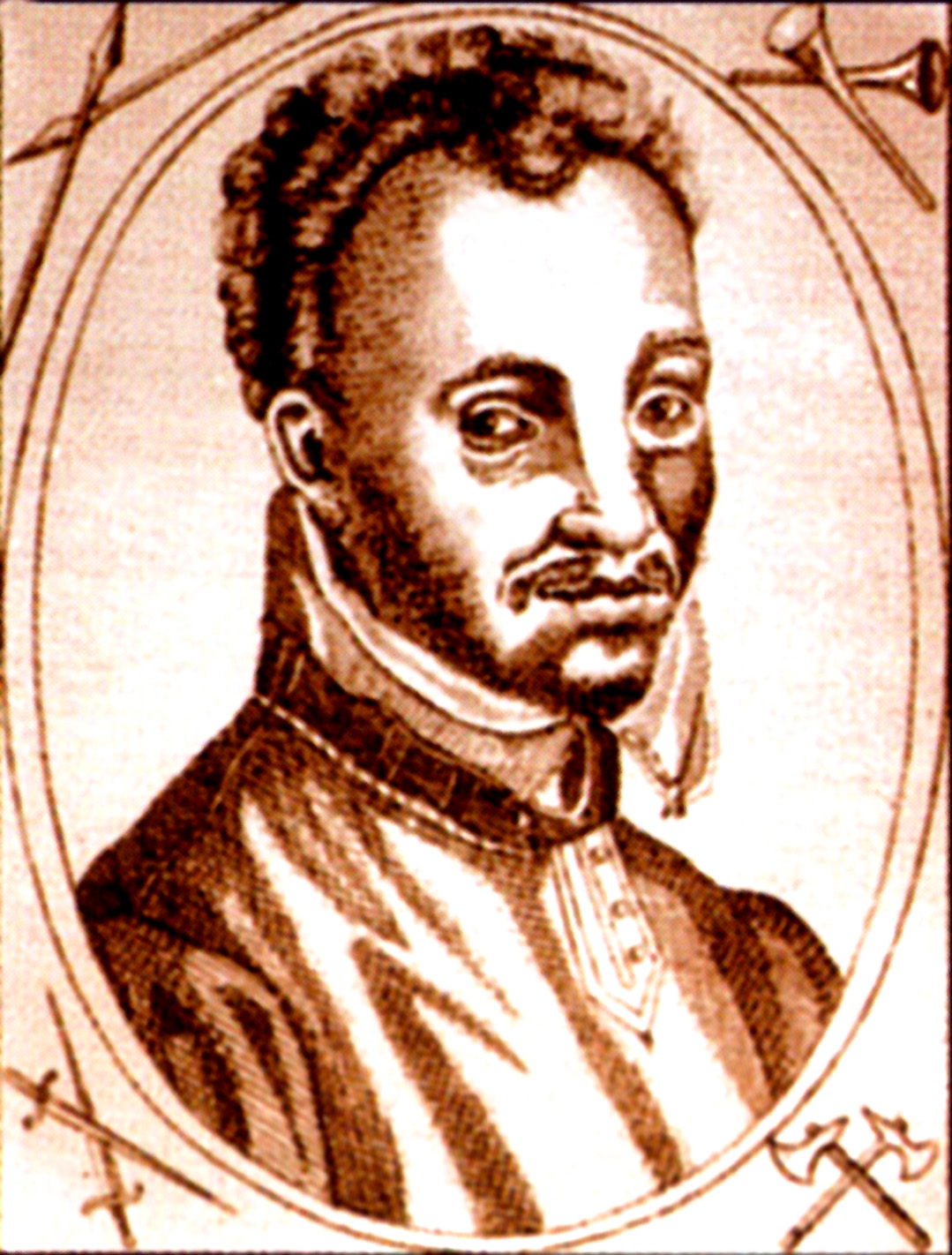
Baron des Adrets.

Su campaña contra los católicos fue un éxito. En junio de ese año, Des Adrets era dueño de la mayor parte del Delfinado. Pero sus brillantes cualidades militares se vieron empañadas por sus tremendas atrocidades. Las represalias contra los católicos después de las masacres de los hugonotes en Orange dejaron una mancha oscura en su nombre. Las guarniciones que lo resistieron fueron masacradas brutalmente, por ejemplo en Montbrison y en Forez, obligó a dieciocho prisioneros a arrojarse desde lo alto de la fortaleza. Habiéndose ganado la aversión de los hugonotes por su orgullo y violencia, entró en comunicación con los católicos y se declaró abiertamente a favor de la conciliación.
Luego fue directamente al castillo de Montrond, donde el gobernador de Forez estaba atrincherado. Entra en la ciudad al día siguiente; luego, dejando en Quintel a uno de sus lugartenientes, volvió a Lyon donde hubo una masacre. En Montrond, saqueó la iglesia; y la crónica dice que porque fueron demasiado lentos para traerle los vasos sagrados, arrojó al sacerdote y al celador de la iglesia desde el campanario.
Esta forma de hacer la guerra desagrada a Calvino. El 17 de julio, Soubise lo reemplazó en Lyon, como teniente general. También este tipo de terror enfurece a las tropas papales que cometen atrocidades en represalia.
Tras su destitución y tocado por el remordimiento, el Barón abandonó la religión protestante y regresó al catolicismo. En 1564, Barón de Adrets, toma algunas fortalezas protestantes y aconseja a Claude La Châtre, gobernador de Berry, la retirada. En 1567, regresó a la guerra junto con el teniente general del Delfinado, Bertrand de Gordes, bajo la bandera de los católicos. Dos años más tarde regresa al país, pero su infantería es aplastada en Selongey. Finalmente, en Trièves, ganó su última batalla contra Lesdiguières.
Desconfiando tanto de los hugonotes como de los católicos, se retira al castillo de La Frette. Murió en la cama el 2 de febrero de 1587. El lugar donde está enterrado no se conoce.